# شعف
شعف، هي قرية سورية صغيرة في محافظة السويداء جنوب شرق مدينة السويداء، وإدارياً تابعة لمنطقة صلخد، تبعد عن مدينة السويداء مسافة 34 كم يجتاز الطريق الواصل إليها جبال السويداء حيث المناظر الخلابة وبساتين التفاح الممتدة والتضاريس الطبيعية والجبال في منطقة جبل العرب الذي يعتبر ذو أهمية كبيرة لدى سكان السويداء.
تعتبر شعف أعلى نقطة مأهولة بالشرق الأوسط حسب ما ذكرها مؤرخ الغساسنة حمزة الأصفهاني  في كتابه «سنيّ الأرض» حيث يصل أرتفاعها عن سطح البحر أكثر 1680 متر  وهي مسكونة حتى ذروة القمة الجبلية عالية، ومما يذكر أن أعلى نقطة في السويداء هي تل قينية في الجبل وأرتفاعه 1809 متر  .
طبيعتها رائعة جبلية وعرة قاسية وباردة وتغطيها الثلوج بكثافة في الشتاء ومناظرها خلابة، يوجد فيها أيضاً مزار الخضر  حيث يوجد المقام في أعلى نقطه من القرية، وعلى مر الأزمان وجد فيها الكثير من اللقى والمكتشفات والآثار مثلها مثل كافة قرى السويداء الغنية جدآ بتاريخها وآثارها التي تعود لفترات زمنية مختلفة أهمها الفترة الرومانية كما وجد فيها أثار للإنسان القديم ما قبل الميلاد بثلاثة آلاف عام ووجد بها خوابي وأدوات تعود للعصر البرونزي.
وذكرها حمزة الأصفهاني بمدينة شعف (مدينة المغاور والكهوف) لكثرة المغر والكهوف فيها التي تعد من أهم ميزاتها الجغرافية.
وكان لهذه المُغر دور كبير في الحماية في الحروب والملاحقات ويذكر ايضاً أن قائد الثورة السورية الكبرى سلطان باشا الأطرش ورفاقه اختاروا قرية شعف ليناموا فيها في الليلة الاخيرة قبل أن يغادرو الأراضي السورية باتجاه صحراء النبك الواقعة على الحدود الأردنية السعودية وذلك أيام الإحتلال الفرنسي للجمهورية العربية السورية.
عدد سكان هذه القرية يتجاوز الألف نسمة وفيها الكثير من المتعلمين والمثقفين والكثير من المغتربين.
يوجد بها مكتبة للقرية ونقطة طبية و فرقة حزبية ومدرسة ابتدائية واعدادية.